# Тюлюк
Тюлюк (рос. Тюлюк) — село у Катав-Івановському районі Челябінської області Російської Федерації.
Входить до складу муніципального утворення Тюлюкське сільське поселення. Населення становить 224 особи (2010).

## Історія
Населений пункт розташований на історичних башкирських землях. Від 4 листопада 1926 року належить до Катав-Івановського району Челябінської області.
Згідно із законом від 9 липня 2004 року органом місцевого самоврядування є Тюлюкське сільське поселення.

## Населення
| 1850 | 1917  | 1985 | 2002 | 2007 | 2010 |
| ---- | ----- | ---- | ---- | ---- | ---- |
| 539  | ↗1388 | ↘390 | ↘299 | ↘270 | ↘224 |